# Elkmont (Alabama)
Pour les articles homonymes, voir Elkmont (Tennessee).
Elkmont est une municipalité américaine située dans le comté de Limestone en Alabama.
Selon le recensement de 2010, sa population est de 434 habitants. La municipalité s'étend sur 1,64 milles carrés (4,25 km2).

## Démographie
| 1880 | 1900 | 1910 | 1920 | 1930 | 1940 | 1950 | 1960 |
| ---- | ---- | ---- | ---- | ---- | ---- | ---- | ---- |
| 233  | 174  | 188  | 261  | 192  | 185  | 179  | 169  |

| 1970 | 1980 | 1990 | 2000 | 2010 | - | - | - |
| ---- | ---- | ---- | ---- | ---- | - | - | - |
| 394  | 429  | 389  | 470  | 434  | - | - | - |